# Keep Moving (Madness)
Keep Moving is het vijfde studio-album van de Britse ska-popband Madness. Het verscheen in 1984 en behaalde in Engeland de 6e plaats; de Amerikaanse versie (met een afwijkende tracklist) viel buiten de Billboard Hot 100. De titel is ontleend aan een terugkerende zin uit de film Bed-Sitting Room.

## Achtergrond
De opnamen voor Keep Moving begonnen al in de zomer van 1983 en werden onderbroken voor een uitgebreide tournee door Amerika waar Our House op nr. 7 stond in de Billboard Hot 100. 
In oktober werden de opnamen hervat, maar pianist/oprichter Mike Barson liet het grotendeels afweten vanwege diens groeiende afkeer van het sterrendom. In januari 1984 werd aangekondigd dat hij de band had verlaten. 
Keep Moving werd op 20 februari uitgebracht; Nederlandse recensenten waren onder de indruk van de artistieke groei die Madness doormaakte, de Britse pers vond het album echter te somber (Melody Maker; "Zo nutty als een humeurige Leonard Cohen").     Madness leek er inderdaad geen zin meer in te hebben na het vertrek van Barson, en dat Stiff-baas Dave Robinson zich schuldig had gemaakt aan vertrouwensbreuk maakte de zaak er niet gemakkelijker op. Het aflopende contract werd niet verlengd en de volgende plaat zou de minst vrolijke worden in de geschiedenis van de nutty boys.

## Tracklist

### Verenigd Koninkrijk
| Nr. | Titel                 | Duur |
| --- | --------------------- | ---- |
| 1.  | Keep Moving           | 3:33 |
| 2.  | Michael Caine         | 3:37 |
| 3.  | Turning Blue          | 3:06 |
| 4.  | One Better Day        | 4:06 |
| 5.  | March of the Gherkins | 3:30 |
| 6.  | Waltz into Mischief   | 3:36 |

| 7.                 | Brand New Beat   | 3:17 |
| 8.                 | Victoria Gardens | 4:32 |
| 9.                 | Samantha         | 3:14 |
| 10.                | Time for Tea     | 3:08 |
| 11.                | Prospects        | 4:15 |
| 12.                | Give Me a Reason | 3:26 |
| Totale duur: 43:18 |                  |      |

### Verenigde Staten / Canada
| Nr. | Titel                 | Duur |
| --- | --------------------- | ---- |
| 1.  | Keep Moving           | 3:33 |
| 2.  | Wings of a Dove       | 3:02 |
| 3.  | The Sun and the Rain  | 3:18 |
| 4.  | Brand New Beat        | 3:17 |
| 5.  | March of the Gherkins | 3:30 |
| 6.  | Michael Caine         | 3:37 |

| 7.                 | Prospects        | 4:15 |
| 8.                 | Victoria Gardens | 4:32 |
| 9.                 | Samantha         | 3:14 |
| 10.                | One Better Day   | 4:06 |
| 11.                | Give Me a Reason | 3:26 |
| 12.                | Turning Blue     | 3:06 |
| Totale duur: 42:41 |                  |      |

### Heruitgave 2010
CD 1
The original album
- De eerste schijf bevat de twaalf nummers van de originele Britse albumversie en vier promovideo's.

The promo videos
1. "Wings of a Dove"
2. "The Sun and the Rain"
3. "Michael Caine"
4. "One Better Day"

CD 2
| 13.                | Wings of a Dove                                   | Single A-side, 1983                   | 3:00 |
| 14.                | Behind the 8 Ball                                 | B-side van "Wings of a Dove"          | 3:01 |
| 15.                | One's Second Thoughtlessness                      | B-side van "Wings of a Dove" 12"      | 3:26 |
| 16.                | Wings of a Dove (12" Blue Train Mix)              | 12" A-side                            | 6:10 |
| 17.                | The Sun and the Rain                              | Single A-side, 1983                   | 3:28 |
| 18.                | Fireball XL5                                      | B-side van "The Sun and the Rain"     | 1:47 |
| 19.                | My Girl (live at the Brighton Centre, March 1983) | B-side van "The Sun and the Rain" 12" | 2:55 |
| 20.                | The Sun and the Rain (12" Extended Version)       | 12" A-side                            | 4:42 |
| 21.                | Michael Caine (12" Extended Version)              | 12" A-side                            | 4:13 |
| 22.                | If You Think There's Something                    | B-side van "Michael Caine"            | 3:09 |
| 23.                | Guns                                              | B-side van "One Better Day"           | 3:16 |
| 24.                | Sarah                                             | B-side van "One Better Day" 12"       | 3:45 |
| 25.                | Victoria Gardens (remix)                          | B-side van "One Better Day" 12"       | 3:54 |
| Totale duur: 46:44 |                                                   |                                       |      |

## Bezetting
- Graham "Suggs" McPherson - zang
- Mike Barson – keyboards, mondharmonica
- Chris Foreman - gitaar
- Mark Bedford - basgitaar
- Lee Thompson – saxofoons
- Daniel Woodgate – drums
- Cathal Smyth - achtergrondzang, trompet, zang op "Michael Caine" en "Victoria Gardens"

### Extra personeel
- General Public (Dave Wakeling en Ranking Roger) - achtergrondzang op "Waltz Into Mischief" en "Victoria Gardens"
- Afrodiziak (Caron Wheeler, Claudia Fontaine en Naomi Thompson) - achtergrondzang op "Michael Caine"
- Michael Caine - stem op "Michael Caine"
- Luís Jardim – percussie
- The TKO Horns (Dave Pleurs, Alan Whetton, Jim Patterson en Brian Maurice) - hoorns op "Keep Moving"
- David Bedford – strijkersarrangementen

Suggs · Mike Barson · Lee Thompson · Chris Foreman · Mark Bedford · Daniel Woodgate · Chas Smash